# Auguste de Villèle
Auguste de Villèle (* 8. Juli 1858 in Saint-Denis, Réunion; † 23. Februar 1943 in Paris) war ein französischer Landwirt und Dichter.

## Leben
De Villèle war das vierte Kind von Paulin de Villèle und Camille Vetch. Sein Vater war Landwirt und Sekretär bei der Landwirtschaftskammer. Sein Großvater war der Staatsmann Jean-Baptiste de Villèle. Ombline Desbassayns, eine bedeutende Sklavenhändlerin auf Réunion, war seine Urgroßtante. Nach dem Besuch der Grundschule auf Réunion erhielt Villèle eine katholische Erziehung im Collège Saint-Joseph. 1879 begann jedoch eine antiklerikale Kampagne, woraufhin die Privatschulen geschlossen wurden. 1880 ging er zu seiner Großtante nach Paris, wo er mehrere prominente Schriftsteller traf, darunter Charles Leconte de Lisle, Léon Dierx und schließlich Victor Hugo. Im selben Jahr kehrte er nach Réunion zurück, wo er auf dem Familienanwesen Hermitage et des Colimaçons arbeitete. Außerdem unterstützte er seinen Vater im Sekretariat der Landwirtschaftskammer, wo er den Entschluss fasste, Landwirt zu werden. Als Autodidakt brachte er sich botanische, chemische und agronomische Kenntnisse bei. Er richtete ein Labor ein und vermittelte die Ergebnisse seiner Experimente nach und nach an die Industrie und die Landwirte. Er reiste viel und führte mit seinen Kollegen im Ausland die Konversation auf Latein (dank seiner literarischen Studien). Sein Interesse an neuen Pflanzen war groß. Er führte viele von ihnen auf Réunion ein, darunter Dornensträucher aus Indien, die als Futtermittel dienten. Er brachte auch Kröten von seinen Reisen mit, mit denen er versuchte, Moskitos zu bekämpfen.
1894 wurde Auguste de Villèle Mitglied und technischer Berater der Landwirtschaftskammer. 1895 gründete er die Revue Agricole – Organe de la Chambre d’Agriculture, des Comices agricoles et des cultivateurs de la Réunion. Es war eine Monatszeitschrift der Landwirtschaftskammer, der Landwirtschaftskomitees und der Landwirte von Réunion, die technische Artikel und Ratschläge enthielt. Von 1906 bis 1913 leitete er ein Chemielabor einer Firma auf Mauritius. Im Jahr 1910 unternahm er während einer Zwischenkampagne eine Studienreise. Auf Mauritius passte ihm jedoch der britisch geprägte Lebensstil nicht. Anfang 1913 kehrte er nach Réunion zurück, wo er seine Forschungen fortsetzte und sich gleichzeitig in Literaturgruppen engagierte. Im selben Jahr gründete er mit Gouverneur Hubert Auguste Garbit die Académie de l’île de La Réunion. 1926 veröffentlichte er den Gedichtband Rayons de miel, der auf Mauritius gedruckt wurde und 47 Gedichte, darunter 38 Sonette, enthält.
Villèle war auch für die Gründung des ersten Fremdenverkehrsvereins in Saint-Denis verantwortlich. In den 1930er kam es zum Zerwürfnis mit seinen Kollegen und im Jahr 1936 wurde ihm die Redaktion der Revue Agricole entzogen. Seine Kritiker warfen ihm vor, eine Subvention für eine Studienreise erhalten zu haben, die in Wirklichkeit eine Vergnügungsreise darstellte. Im selben Jahr fasste er den Entschluss, die Insel Réunion zu verlassen. Dennoch kehrte er 1938 für drei Monate zurück, um seinen Sohn Olivier zu besuchen, der aus Indochina zurückgekehrt war. Danach ließ er sich in Paris nieder, wo er 1943 starb. Auguste de Villèle wurde in Paris auf dem Friedhof Père-Lachaise in der Gruft seines Großonkels Joseph Desbassayns beigesetzt. 
Auguste de Villèle heiratete am 8. September 1886 Céline Dussac, die acht Tage nach der Geburt ihrer Tochter Marie starb. Am 1. Mai 1890 heiratete er Geneviève de Tourris. Er hatte neun Kinder.

## Dedikationsnamen
Cécile Mourer-Chauviré, Roger Bour, Sonia Ribes-Beaudemoulin und François Moutou benannten 1999 die ausgestorbene Réunion-Ralle (Dryolimnas augusti) zu Ehren von Auguste de Villèle.